# Boomerang (kênh truyền hình)
Boomerang là một kênh truyền hình của Hoa Kỳ thuộc sở hữu của Cartoon Network và là một công ty con của Time Warner. Kênh đã phát sóng những bộ phim hoạt hình nổi tiếng do Warner Bros sản xuất như Looney Tunes, Tom và Jerry, và Scooby-Doo.
Ra mắt trên toàn thế giới vào năm 1992 và vào năm 2000 tại Hoa Kỳ, Boomerang như một kênh chung của Cartoon Network. Cuối cùng nó được tách ra, trở thành thương hiệu riêng biệt và độc lập.  
Năm 2015, khoảng 43.6 triệu hộ gia đình (37.5% những người xem truyền hình) xem kênh.
Ngày 28 tháng 7 năm 2023, kênh Boomerang tại trong khu vực Đông Nam Á đổi thành Cartoonito.
Tháng 4 năm 2024, kênh Cartoonito khu vực Việt Nam đổi tên lại thành Boomerang. Tuy nhiên nội dung của kênh vẫn là Cartoonito.